# Чін Гу
Чін Гу (кор. 진구, 晋久, Jin Gu, нар. 20 липня 1980, Сеул, Республіка Корея) — південнокорейський актор.

## Біографія
Чін Гу народився 20 липня 1980 року у столиці Республіки Корея місті Сеул. Свою акторську кар'єру розпочав у 2003 році з ролі молодого Кім Інха у перших серіях популярного серіалу «Ва-банк». У наступні декілька років Чін Гу здебільшого виконував другорядні ролі у фільмах та серіалах. Підвищенню популярності актора сприяла роль у фільмі «Мати» режисера Пон Чжун Хо, прем'єра якого відбулася на 62-у Каннському кінофестивалі.
Проривною в акторській кар'єрі для Чін Гу стала роль спецпризначенця елітного загону, у одному з найпопулярніших серіалів Кореї «Нащадки сонця». Серіал мав величезний комерційний успіх не тільки у Кореї, а і в багатьох інших країнах, це зробило Чін Гу впізнаваним далеко за межами батьківщини та принесло актору численні нагороди.

## Особисте життя
У вересні 2014 року Чін Гу одружився зі своєю подругою Кім Чі Хі, в червні 2015 року у подружжя народився хлопчик, а у листопаді 2016 року дівчинка.

## Фільмографія

### Телевізійні серіали
| Рік  | Назва                       | Роль                                       | Мережа |
| ---- | --------------------------- | ------------------------------------------ | ------ |
| 2003 | «Ва-банк»                   | молодий Кім Інха                           | SBS    |
| 2004 | «Де стріли які ми пустили?» | Чінхо                                      | MBC    |
| 2004 | «Нонстоп» (5 сезон)         | Чін Гу                                     | MBC    |
| 2004 | «Токпоккі у Оші»            |                                            | MBC    |
| 2005 | «Птах, Птах»                |                                            | KBS1   |
| 2007 | Joshi Deka!                 | (гість, 10 серія)                          | TBS    |
| 2008 | «Прожектор»                 | Лі Сончхуль                                | MBC    |
| 2008 | «Токійський сонячний душ»   | Пак Сангіль                                | SBS    |
| 2009 | «Проковтнути сонце»         | молодий Кім Ільхван (камео)                | SBS    |
| 2010 | «Афіна: Богиня війни»       | чорний агент Чан Хьокджун (камео, 7 серія) | SBS    |
| 2013 | «Рекламний геній Лі Те Бек» | Лі Те Бек                                  | KBS2   |
| 2015 | «Знову бити»                | Ма Донвук (гість)                          | JTBC   |
| 2016 | «Нащадки сонця»             | Со Дейон                                   | KBS2   |
| 2016 | «Антураж»                   | камео (4 серія)                            | tvN    |
| 2016 | «Нічне світло»              | Пак Гонву                                  | MBC    |
| 2017 | «Недоторканий»              | Чан Чунсо                                  | JTBC   |
| 2018 | «Mr. Sunshine»              | Сангван (камео)                            | tvN    |

### Фільми
| Рік  | Назва                               | Роль                              |
| ---- | ----------------------------------- | --------------------------------- |
| 2003 | «Романтичні вбивці»                 | вбивця                            |
| 2003 | «1+1=6» (Короткометражний фільм)    |                                   |
| 2005 | «Солодке життя»                     | Мінгі                             |
| 2006 | «Брудний карнавал»                  | Чонсу                             |
| 2006 | «Крижаний бар»                      | Інпек                             |
| 2006 | «Така любов не потрібна»            | Мікі / Техо                       |
| 2007 | «Епітафія»                          | Пак Чонгнам                       |
| 2008 | «Вантажівка»                        | Кім Йонхо                         |
| 2008 | «Пара ESP»                          | Сумін                             |
| 2009 | «Мати»                              | Чінте                             |
| 2010 | «Ле Гранд шеф-кухар 2: Битва Кімчі» | Сонгчхан                          |
| 2011 | «Розгром»                           | Дойон                             |
| 2011 | «Мобі Дік»                          | Юн Хьок                           |
| 2011 | «Завжди»                            | власник магазину кераміки (камео) |
| 2012 | «26 років»                          | Квак Чінбе                        |
| 2014 | «Ціль»                              | Пек Санхун                        |
| 2014 | «Битва за мьонрян»                  | Ім Чунйон                         |
| 2014 | «Пізня весна»                       | камео                             |
| 2015 | «C'est si bon»                      | Лі Чанхї                          |
| 2015 | «Північна розмежувальна лінія»      | Хан Сан Гук                       |
| 2017 | «Одна лінія»                        | Сукгу                             |
| 2018 | «Революціонер Хьонбу»               | Нольбу (спеціальна поява)         |

## Нагороди
| Рік  | Нагорода                                      | Категорія                                               | Робота                    | Результат | Примітки |
| ---- | --------------------------------------------- | ------------------------------------------------------- | ------------------------- | --------- | -------- |
| 2005 | 19-та Премія KBS драма                        | Кращий актор в одноактній / Спеціальній / короткі драмі | «Птах, Птах»              | Номінація |          |
| 2006 | 5-та Корейська кінопремія                     | Кращий другорядний актор                                | «Брудний карнавал»        | Номінація |          |
| 2006 | 27-а Кінопремія Блакитний дракон              | Кращий новий актор                                      | «Брудний карнавал»        | Номінація |          |
| 2007 | 43-тя Премія Пексан                           | Кращий новий актор                                      | «Брудний карнавал»        | Номінація |          |
| 2008 | 31-а Премія Золотий кінематограф              | Кращий новий актор                                      | «Епітафія»                | Перемога  |          |
| 2008 | 16-та Премія SBS драма                        | Кращий другорядний актор спеціальної драми              | «Токійський сонячний душ» | Номінація |          |
| 2009 | 2-га Премія Юніорська зірка Кореї             | Спеціальна нагорода                                     | «Вантажівка»              | Перемога  |          |
| 2009 | 46-та Кінопремія Grand                        | Кращий другорядний актор                                | «Мати»                    | Перемога  | [ 11 ]   |
| 2009 | 17-та Премія корейської культури та розваг    | Нагорода за майстерність (кіноактор)                    | «Мати»                    | Перемога  |          |
| 2009 | 5-й Корейський університетський кінофестиваль | Кращий другорядний актор                                | «Мати»                    | Перемога  | [ 12 ]   |
| 2009 | 30-та Кінопремія Блакитний дракон             | Кращий другорядний актор                                | «Мати»                    | Перемога  | [ 13 ]   |
| 2010 | 7-а Премія Max Movie                          | Кращий другорядний актор                                | «Мати»                    | Номінація |          |
| 2011 | Вражаючий об'єкт                              |                                                         |                           | Перемога  |          |
| 2013 | 22-га Кінопремія Buil                         | Кращий актор                                            | «26 років»                | Номінація |          |
| 2014 | 34-й Фестиваль Golden Cinema                  | Спеціальний приз від журі                               | «26 років»                | Перемога  |          |
| 2015 | 52--га Премія Grand Bell                      | Кращий другорядний актор                                | «C'est si bon»            | Номінація |          |
| 2016 | 11-й Азійський фестиваль моделей              | Популярна зірка                                         | «Нащадки сонця»           | Перемога  |          |
| 2016 | 1-а Премія індонезійського телебачення        | Спеціальна нагорода                                     | «Нащадки сонця»           | Перемога  | [ 15 ]   |
| 2016 | 5-та Зіркова премія APAN                      | Краща пара (разом з Кім Чі Вон)                         | «Нащадки сонця»           | Номінація |          |
| 2016 | 5-та Зіркова премія APAN                      | Кращий другорядний актор                                | «Нащадки сонця»           | Перемога  |          |
| 2016 | 1-а Премія Азійський артист                   | Краща зірка                                             | «Нащадки сонця»           | Перемога  |          |
| 2016 | 30-та Премія KBS драма                        | Нагорода за майстерність (актор мінісеріалу)            | «Нащадки сонця»           | Номінація | [ 16 ]   |
| 2016 | 30-та Премія KBS драма                        | Краща пара (разом з Кім Чі Вон)                         | «Нащадки сонця»           | Перемога  | [ 16 ]   |